# Slaget vid Lyck
Slaget vid Lyck var ett slag under Karl X Gustavs polska krig, mellan Sverige och Polen. Polen vann.